# Confraria d'Arriaga
La Confraria d'Arriaga, anomenada així pel lloc on es reunien les seves juntes, era un territori pairal el senyor del qual era escollit pels membres de la Confraria, encara que sota sobirania dels reis de Navarra i de Castella. Encara que es desconeixen els seus orígens el primer testimoniatge documental és de 1258 i la trajectòria històrica de la Confraria va concloure el 2 d'abril de 1332, data en què es va produir la seva autodissolució i integració del seu territori en el reialme castellà.
El principal element diferenciador era el caràcter electiu del senyor pels mateixos gentilhomes,
| « | «..Et a las veces tomaban por Señor algunos de los fijos de los Reyes; et a las veces al Señor de Vizcaya; et a las veces al de Lara; et a las veces al Señor de los Cameros…» | » |

La Confraria reunia les seves Juntes a Arriaga-Lakua, lloc molt proper a Vitòria, en el que modernament s'ha aixecat una ermita dedicada a Sant Joan, que evoca aquelles juntes medievals.